# Mike Peluso (hockey sur glace, 1974)
Pour les articles homonymes, voir Mike Peluso et Peluso.
Mike Peluso (né le 2 septembre 1974 à Bismarck, Dakota du Nord aux États-Unis) est un joueur professionnel américain de hockey sur glace.

## Carrière de joueur
Mike Peluso a commencé sa carrière avec les Lancers d'Omaha, après 2 saisons, il rejoint les Bulldogs de Minnesota-Duluth. Il fut repêché par les Flames de Calgary. Par contre, il ne signa jamais avec l'organisation canadienne, il le fit plutôt avec les Capitals de Washington, mais ne rejoint pas la LNH avec ce club. Il réussit son but, soit jouer dans la LNH, avec les Blackhawks de Chicago et les Flyers de Philadelphie.
Il est le cousin de l'autre Mike Peluso à avoir atteint la LNH.

## Statistiques
| Saison      | Équipe                       | Ligue       |     | Saison régulière | Saison régulière | Saison régulière | Saison régulière | Saison régulière |   | Séries éliminatoires | Séries éliminatoires | Séries éliminatoires | Séries éliminatoires | Séries éliminatoires |
| Saison      | Équipe                       | Ligue       | PJ  | B                | A                | Pts              | Pun              | PJ               | B | A                    | Pts                  | Pun                  |                      |                      |
| 1992-1993   | Lancers d'Omaha              | USHL        | 45  | 21               | 12               | 33               | 31               | -                | - | -                    | -                    | -                    |                      |                      |
| 1993-1994   | Lancers d'Omaha              | USHL        | 48  | 36               | 29               | 65               | 77               | -                | - | -                    | -                    | -                    |                      |                      |
| 1994-1995   | Bulldogs de Minnesota-Duluth | NCAA        | 38  | 11               | 23               | 34               | 38               | -                | - | -                    | -                    | -                    |                      |                      |
| 1995-1996   | Bulldogs de Minnesota-Duluth | NCAA        | 38  | 25               | 19               | 44               | 64               | -                | - | -                    | -                    | -                    |                      |                      |
| 1996-1997   | Bulldogs de Minnesota-Duluth | NCAA        | 37  | 20               | 20               | 40               | 53               | -                | - | -                    | -                    | -                    |                      |                      |
| 1997-1998   | Bulldogs de Minnesota-Duluth | NCAA        | 40  | 24               | 21               | 45               | 100              | -                | - | -                    | -                    | -                    |                      |                      |
| 1998-1999   | Pirates de Portland          | LAH         | 26  | 7                | 6                | 13               | 6                | -                | - | -                    | -                    | -                    |                      |                      |
| 1999-2000   | Pirates de Portland          | LAH         | 71  | 25               | 29               | 54               | 86               | 4                | 2 | 0                    | 2                    | 0                    |                      |                      |
| 2000-2001   | Pirates de Portland          | LAH         | 19  | 12               | 10               | 22               | 17               | -                | - | -                    | -                    | -                    |                      |                      |
| 2000-2001   | IceCats de Worcester         | LAH         | 44  | 17               | 23               | 40               | 22               | 11               | 3 | 3                    | 6                    | 4                    |                      |                      |
| 2001-2002   | Admirals de Norfolk          | LAH         | 29  | 18               | 9                | 27               | 4                | 4                | 1 | 0                    | 1                    | 0                    |                      |                      |
| 2001-2002   | Blackhawks de Chicago        | LNH         | 37  | 4                | 2                | 6                | 19               | -                | - | -                    | -                    | -                    |                      |                      |
| 2002-2003   | Admirals de Norfolk          | LAH         | 74  | 24               | 31               | 55               | 35               | 9                | 1 | 2                    | 3                    | 4                    |                      |                      |
| 2003-2004   | Phantoms de Philadelphie     | LAH         | 72  | 13               | 18               | 31               | 87               | 5                | 0 | 1                    | 1                    | 4                    |                      |                      |
| 2003-2004   | Flyers de Philadelphie       | LNH         | 1   | 0                | 0                | 0                | 0                | -                | - | -                    | -                    | -                    |                      |                      |
| Totaux LAH  | Totaux LAH                   | Totaux LAH  | 335 | 116              | 126              | 242              | 257              | 33               | 7 | 6                    | 13                   | 12                   |                      |                      |
| Totaux NCAA | Totaux NCAA                  | Totaux NCAA | 153 | 80               | 83               | 163              | 255              | -                | - | -                    | -                    | -                    |                      |                      |
| Totaux USHL | Totaux USHL                  | Totaux USHL | 93  | 57               | 41               | 98               | 108              | -                | - | -                    | -                    | -                    |                      |                      |
| Totaux LNH  | Totaux LNH                   | Totaux LNH  | 38  | 4                | 2                | 6                | 19               | -                | - | -                    | -                    | -                    |                      |                      |

### En équipe nationale
| Année | Équipe     | Compétition          |   | PJ | B | A | Pts | Pun         |  | Résultat |
| 2000  | États-Unis | Championnat du monde | 7 | 2  | 2 | 4 | 0   | 5e position |  |          |

## Équipes d'étoiles et trophées
- 1997 : nommé dans la 2e équipe d'étoiles de la WCHA.

## Transactions en carrière
- 9 octobre 1998 : signa un contrat comme agent libre avec les Capitals de Washington.
- 29 novembre 2000 : échangé aux Blues de Saint-Louis par les Capitals de Washington pour Derek Bekar.
- 1er août 2001 : signa un contrat comme agent libre avec les Blackhawks de Chicago.
- 24 juillet 2003 : signa un contrat comme agent libre avec les Flyers de Philadelphie.

## Parenté dans le sport
- Cousin du joueur Mike Peluso.